# Morti nel 1365
| Questa pagina contiene informazioni ricavate automaticamente dalle voci biografiche con l'ausilio del template Bio e di un bot. L'aggiornamento è periodico e automatico e ricostruisce completamente la pagina. Se manca una persona in questa lista, sei pregato di non aggiungerla, ma accertati piuttosto che la sua voce biografica contenga il template Bio e che i dati anagrafici siano correttamente compilati. Se il template Bio manca, inseriscilo tu stesso o, in alternativa, metti l'avviso {{tmp\|Bio}} che ne segnala la mancanza. Se i dati riportati sono sbagliati, correggi direttamente la voce biografica; le modifiche saranno visibili in questa lista entro pochi giorni. Per chiarimenti vedi il progetto biografie. La lista contiene solo le 19 persone che sono citate nell'enciclopedia e per le quali è stato implementato correttamente il template Bio. Pagina aggiornata al 18 ago 2025. |

- 22 gennaio - Maria d'Artois, nobile francese (n. 1291)
- 2 febbraio - Pietro Cambiani, presbitero italiano (n. 1320)
- 8 marzo - Noguk di Goryeo, regina coreana
- 17 maggio - Ludovico VI di Baviera, nobile tedesco (n. 1328)
- 28 maggio - Roger de Pins (n. 1294)
- 18 luglio - Lorenzo Celsi, politico, militare e diplomatico italiano (n. 1310)
- 25 luglio - Federico I di Weimar-Orlamünde, nobile tedesco
- 27 luglio - Rodolfo IV d'Asburgo, nobile austriaco (n. 1339)
- 30 luglio - Ludovico della Torre, patriarca cattolico italiano
- 11 agosto - Bartolomeo Papazzurri, arcivescovo cattolico italiano
- 12 ottobre - Beatrice d'Aragona, nobile (n. 1326)
- 8 novembre - Niccolò Acciaiuoli, politico italiano (n. 1310)
- 20 novembre - Ugo di Ginevra, nobile francese
- Giovanni Calderini, giurista italiano
- Giovanni di Rupescissa, francescano e alchimista francese
- Teodora Gonzaga, nobildonna italiana
- Ilyas Khoja, sovrano turco
- Leonzio Pilato, monaco cristiano e traduttore italiano
- Benintendi Ravegnani, notaio e umanista italiano